# Carl Friedrich Kielmeyer
Carl Friedrich Kielmeyer (ur. 22 października 1765 w Bebenhausen, zm. 24 września 1844 w Stuttgarcie) – niemiecki biolog i chemik. Opracował jedną z wczesnych wersji teorii rekapitulacji. W 1818 r. został członkiem Leopoldiny. W latach 1796-1816 był profesorem chemii od 1801 także botaniki na Uniwersytecie w Tybindze
Na jego cześć nazwano rodzaj roślin okrytonasiennych z rodziny gumiakowatych Kielmeyera.